# Prunum torticulum
Prunum torticulum är en snäckart som först beskrevs av Dall 1881.  Prunum torticulum ingår i släktet Prunum och familjen Marginellidae. Inga underarter finns listade i Catalogue of Life.